# Equus (obra)
Equus es una obra de teatro escrita en 1973 por Peter Shaffer. Relata la historia de un psiquiatra que intenta tratar a un joven adolescente que padece una patológica fascinación sexual y religiosa por los caballos.
Shaffer se inspiró para escribir esta obra cuando oyó sobre un crimen que involucraba a un adolescente que cegó a 26 equinos. Construyó un relato ficticio sobre lo que pudo haber causado el incidente, sin conocer ningún detalle del crimen. Esta obra es esencialmente una historia detectivesca que recurre a varios principios del psicoanálisis y la psicopatología.

## Argumento

### Acto 1
El psiquiatra Martin Dysart recibe a la magistrado Hesther Salomon quien le pide que atienda un caso especialmente perturbante: un jovencito de 17 años dejó ciegos a seis caballos en un establo, sin razón aparente.
A partir de aquí el drama bebe del misterio detectivesco y el thriller psicológico en el cual el psiquiatra deberá oficiar de detective para averiguar las causas de semejante episodio siguiendo ciertas pautas de la investigación psicoanalítica. Pero Dysart sólo encuentra resistencias en Alan que aparece en escena cantando jingles publicitarios y agrediendo al doctor cada vez que intenta llegar a la raíz del asunto. Lentamente, Dysart comienza a conectar diferentes elementos claves en la vida de Alan: el fervor religioso de su madre (que le leía los relatos bíblicos de niño), su padre no creyente pero estricto, su falta de contacto con otros chicos y chicas de su edad, su temprano encuentro con un jinete y la resonante presencia de los caballos en su vida. Dysart, fascinado por la mitología y la filosofía griegas, envuelto en un matrimonio sin sentido, no puede evitar sentir cierta curiosidad por la atípica devoción que el chico muestra hacia su objeto de deseo y comienza a cuestionarse si "curar" para readaptarlo a la sociedad castradora es ético o no.
El acto primero culmina cuando Dysart hipnotiza a Alan para que revele su verdadera relación con los equinos. Así, el muchacho (que trabajaba en un establo cercano a su casa) recrea el momento en que se vuelve libre y expresa su sexualidad. Alan, a causa de la estigmatización que su madre le ha impuesto sobre el sexo, sólo ha encontrado una forma de canalizar sus pulsiones y en el camino ha confundido la devoción a Dios con la manifestación de su libido. El delirio lo lleva a ritualizar un encuentro nocturno con los caballos que monta desnudo hasta llegar a un éxtasis físico y psicológico, su versión de un orgasmo.

### Acto 2
Tras la revelación, Dysart continúa con sus indagaciones. Así descubre el rol de Jill Mason, una muchacha que trabajaba con Alan, en toda esta historia. La chica acosaba a Alan y el muchacho comenzó a sentirse levemente atraído hacia ella aunque al principio la rechaza. El psiquiatra comenta con Hesther Salomon que el chico, de algún modo, parece pedirle ayuda, por lo cual le dará un placebo (que hace pasar por una «píldora de la verdad») para llegar al momento en que tuvo lugar la agresión. 
Alan revive todo lo previo al incidente en el establo, la cual comenzó cuando Jill lo sedujo para que ambos salieran esa noche. Los dos se meten en un cine pornográfico donde el chico se excita con la imagen de una mujer en la ducha. De pronto descubre a su padre en la sala y ante las patéticas excusas de su progenitor, Alan cae en cuenta de su naturaleza como ser sexual y termina con su partenaire en el establo mientras llueve torrencialmente afuera. Jill y el muchacho se quitan la ropa y cuando se disponen a tener relaciones, Alan se paraliza al escuchar el sonido de los caballos. Alan enloquece y comienza a pedir perdón al espíritu equino (Equus) y a la vez desea librarse de la opresión que sus delirios representan. Entonces Jill huye asustada y él ciega a los animales en un intento desesperado por liberarse de su carga.
La obra concluye con Dysart se cuestiona su profesión frente a los edictos de la sociedad. ¿Es justo sacrificar una pasión tan ferviente como la de Alan solo por obedecer a los mandatos de la civilización? «Mi deseo sería convertir a este muchacho en un ferviente esposo, un ciudadano respetable […] Sin embargo, es más probable que mis logros lo conviertan en un fantasma», dice el psiquiatra quien confiesa envidiar al muchacho.

## Primeras puestas en escena
La pieza fue llevada a escena por primera vez en el Royal National Theatre en el Old Vic de Londres el 26 de julio de 1973. La dirección corrió a cargo de John Dexter  y los protagonistas fueron Alec McCowen como el psiquiatra Martin Dysart y Peter Firth como Alan Strang. En 1976 la obra se trasladó al Albery Theatre con Colin Blakely en el papel de Dysart. También se la presentó en Broadway en el Plymouth Theatre con las actuaciones de Anthony Hopkins y Peter Firth.  

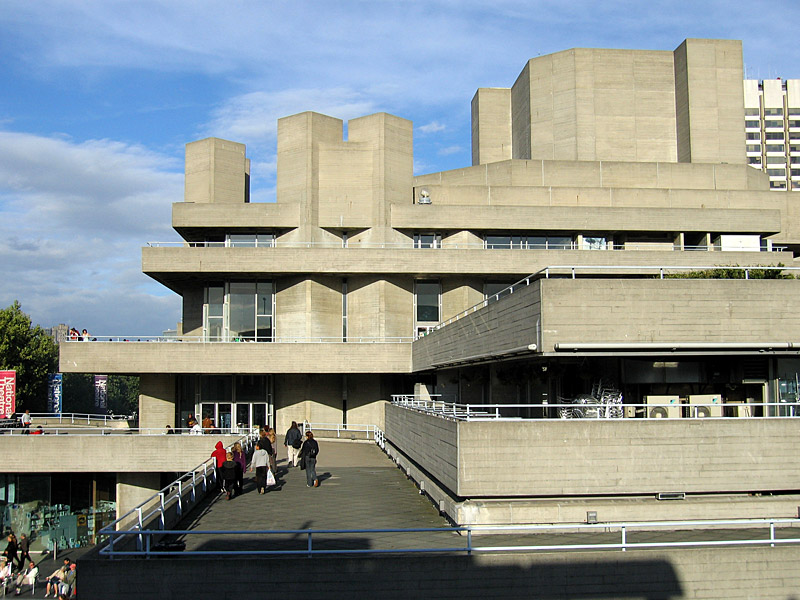
Royal National Theatre, donde tuvo lugar el estreno de la obra en 1973.

Luego, Tom Hulce se hizo cargo del rol de Alan Strang y Anthony Perkins (conocido por el film Psicosis) reemplazó a Hopkins. Por un corto tiempo Perkins fue reemplazado por Richard Burton pero reanudó su trabajo interpretando al psiquiatra una vez que Burton culminó con su breve aparición.
La obra recibió el premio Tony a la Mejor obra en 1975 y otro a la Mejor dirección para John Dexter. Peter Firth fue nominado como Mejor actor protagonista pero lo perdió ante John Kani y Winston Ntshona.
Equus no sólo fue aclamada por la calidad de su arte dramático o sus intérpretes sino también por su original puesta en escena. Los caballos, siguiendo las notas del autor, fueron interpretados por actores en trajes marrones con unos cascos de alambre que imitaban la cabeza del animal. La intención de Shaffer y del director era que en ningún momento la obra adoptara subrayadas connotaciones zoofílicas por resaltar el parecido entre el actor y el animal; mediante la máscara-casco de alambre se puede ver el rasgo de humanidad bajo el personaje sin perder el efecto teatral. «Las cabezas de los actores deben ser visibles bajo las mismas: no se debe intentar ocultarlas». En la nota previa a la edición de Penguin, Shaffer aclara que el parecido debe lograrse mediante la gesticulación y sutiles movimientos corporales antes que por la pantomima del caballo.
Otro detalle llamativo de la escenificación es que todo el elenco, incluyendo a los caballos, permanecía sentado en escena contemplando la acción al igual que el público.

## Adaptaciones
Shaffer confeccionó el guion para una adaptación fílmica en 1977 protagonizada por miembros de los diferentes elencos que participaron de la obra teatral. Los protagonistas fueron Richard Burton y Peter Firth, secundados por Eileen Atkins, Colin Blakely, Joan Plowright y Jenny Agutter. El director fue el prestigioso realizador Sidney Lumet, responsable de cintas como Asesinato en el Orient Express y Tarde de perros.
La película fue bien recibida por la crítica en general. En el sitio Rotten Tomatoes, donde el público califica las películas como "frescas" o "podridas", la cinta fue calificada como "fresca" por un 64% de los usuarios.
La cinta recibió duras críticas por parte de los activistas de derechos animales dada la cruda presentación que el director hace sobre el ataque a los caballos, cosa que también señaló el crítico Roger Ebert.
En 1980, el compositor Wilfred Josephs compuso un ballet narrativo basado en la obra teatral que sería coreografiado por Domy Reiter-Soffer.

## Revival
En el Massachusetts' Berkshire Theatre Festival  hizo una puesta de Equus para el verano de 2005 con Victor Slezak como Dysart and Randy Harrison como Strang. Roberta Maxwell, quien interpretó a Jill Mason en los '70 ocupó el rol de la magistrado Hesther Saloman.
George Takei  interpretó a Dysart en un revival de 2006 con un elenco de actores asiáticos en el East West Players de Los ángeles.

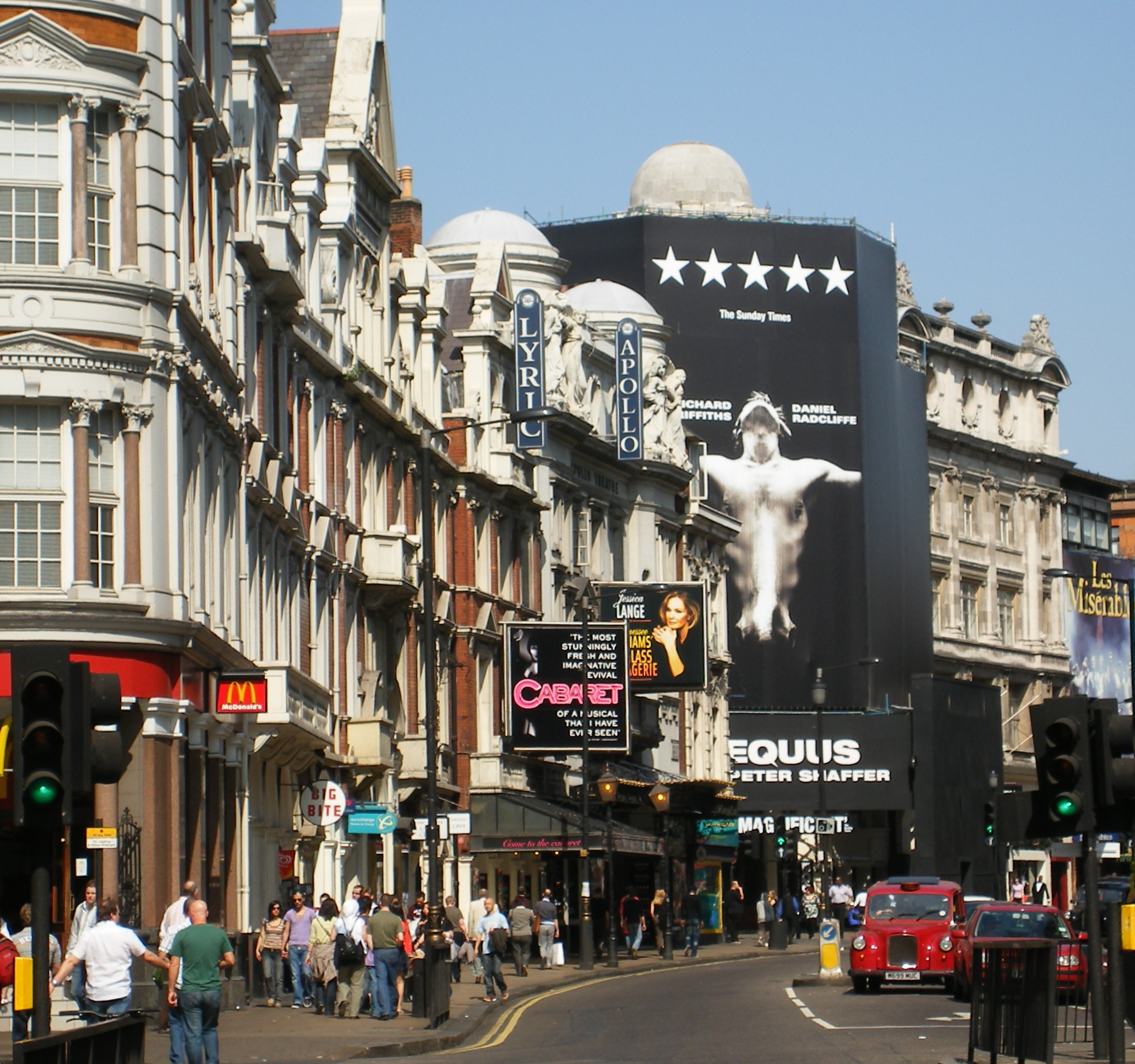
Teatro Gielgud, Londres.

Aunque la obra era popular en los talleres de actuación, las puestas "oficiales" en el circuito comercial llevaban más de dos décadas sin tener lugar hasta que en 2006 se confirmó que la obra volvería a los escenarios. Con la dirección de Thea Sharrock se estrenó en 2007 la nueva versión de la obra en West End, ahora con Richard Griffiths y Daniel Radcliffe en los papeles principales. La producción se estrenó en febrero de ese año en el Teatro Gielgud. El estreno estuvo precedido por alguna controversia en torno al nombramiento de Daniel Radcliffe, ya que el actor, conocido principalmente por su participación en las películas de Harry Potter debería escenificar un desnudo frontal. El actor, menor de edad en ese momento, fue objeto de críticas por parte de algunos padres de fanáticos de la saga fílmica y literaria, según la prensa británica. Radcliffe insistió en que el desnudo era sólo un elemento más en la obra y que había tomado el desafío porque le parecía un gran reto que podría ser muy enriquecedor para él como actor, más allá de cualquier controversia en torno al contenido de la misma o de la diferencia de su papel con el que interpreta en las películas de Harry Potter.
La obra consiguió un enorme éxito teniendo que extenderse sus funciones por dos semanas más. La crítica se demostró sorprendida por la interpretación del joven actor y por el llamativo montaje. Por su interpretación, Radcliffe ganó un Theatregoers' Choice Awards y la obra obtuvo premios a Mejor obra de teatro y Mejor fotografía.
Luego, a fines de 2007 se anunció que la obra sería llevada a Broadway en 2008. En septiembre de ese año se estrenó la obra en Nueva York en el Broadhurst Theatre y la misma estuvo en cartel hasta febrero de 2009. Tanto Radcliffe como Griffiths y la directora repiten sus trabajos.
Una gira por Reino Unido con Simon Callow y Alfie Allen por protagonistas tuvo lugar en 2008.

### Representación de 1973
| Personaje       | Actor            |
| --------------- | ---------------- |
| Martin Dysart   | Alec McCowen     |
| Alan Strang     | Peter Firth      |
| Enfermera       | Louie Ramsay     |
| Hesther Salomon | Gillian Barge    |
| Frank Strang    | Alan MacNaughtan |
| Dora Strang     | Jeanne Watts     |
| Jinete          | Nicholas Clay    |
| Harry Dalton    | David Healy      |
| Jill Mason      | Dorian Godwin    |

### Representación de 2007
| Personaje       | Actor             |
| --------------- | ----------------- |
| Martin Dysart   | Richard Griffiths |
| Alan Strang     | Daniel Radcliffe  |
| Hesther Salomon | Jenny Agutter     |
| Frank Strang    | Jonathan Cullen   |
| Dora Strang     | Gabrielle Reidy   |
| Jinete          | Will Kemp         |
| Jill Mason      | Joanna Christie   |

## Representación en español
- Teatro de la Comedia, Madrid, 15 de octubre de 1975.
  - Dirección: Manuel Collado.
  - Escenografía: Antonio Cortés.
  - Intérpretes: Margot Cottens, Juan Ribó, María José Goyanes, Luis Peña, Ana Diosdado, María Teresa Cortés, José Luis López Vázquez, Manuel Sierra, Biel Moll.

- El Ateneo, Buenos Aires, 1976
  - Dirección: Cecilo Madanes.
  - Intérpretes: Duilio Marzio, Miguel Ángel Solá.[16]

- Compañía de teatro Le Signe, Santiago de Chile, 1977
  - Dirección: Eugenio Castro.
  - Con la actuación de Alfredo Castro[17]

- El Galpón de Guevara, Buenos Aires, 2015
  - Dirección: Carlos Sorín.
  - Intérpretes: Rafael Ferro, Peter Lanzani
  - Producción General: Barbara Factorovich, Pablo Terruzzi

- Compañía de Teatro Ferroviaria, (Murcia, España), 2015-2016
  - Dirección:  Paco Macià.
  - Intérpretes: César Oliva Bernal, Jaime Lorente, Román Méndez de Hevia, Lorenza Di Calogero, Anaïs Duperrein, Eloísa Azorín, Manuel Menárguez, Antonio Mateos

- Teatro Infanta Isabel, Madrid, 2002.
  - Dirección: Carolina África.
  - Intérpretes: Roberto Álvarez, Álex Villazán, Jorge Mayor, Manuela Paso y Claudia Galán.

## Premios y nominaciones
- 1975 Drama Desk Award por Mejor obra extranjera
- 1975 Tony Award por Mejor Obra
- 2007 Theatregoers' Choice Awards por Mejor fotografía, Actor revelación y Mejor Obra